# Julia Hurley (actriz)
Julia R. Hurley (11 de mayo de 1848-4 de junio de 1927) fue una actriz estadounidense que encontró popularidad en sus últimos años en el cine mudo. Hoy es recordada como la 'señora de la lámpara', la casera de Edward Hyde en la película clásica de terror basada en la obra de Stevenson y protagonizada por John Barrymore El hombre y la bestia de 1920, un papel sin acreditar. Esta es su película más disponible actualmente.
El debut de Hurley en el cine fue en Corporal Truman's War Story, contando 63 años. Trabajó para muchos de los primeros estudios de cine: Biograph, Kalem, Essanay, Reliance, Imp, Champion y Solax. En Broadway,  interpretó a la Señora Coberg en Blossom Time.
Como la mayoría de los actores nacidos en la época victoriana, Hurley probablemente disfrutó de una larga carrera teatral actuando en provincias o teatro regional y haciendo giras, antes de rodar su primera película en 1909. Continuó con películas hasta 1926.
Falleció el 4 de junio de 1927 de miocarditis crónica y nefritis.

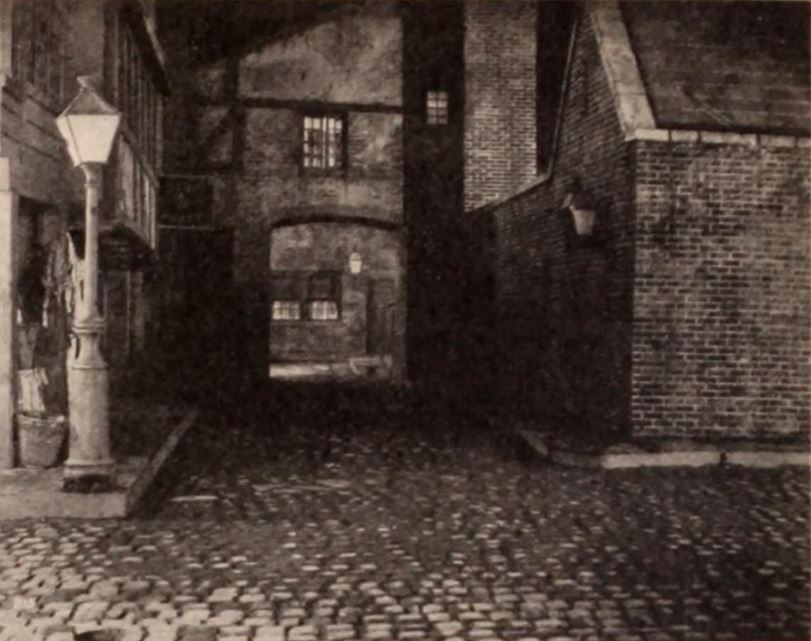
Calle de Londres a finales del, recreada en el famoso estudio de Players-Lasky en la calle 55 de Nueva York, para la película El hombre y la bestia (1920).

## Filmografía
- The Grandmother, 1909, cortometraje; acreditada como Mrs. Julia Hurley
- Grandmother, 1910, cortometraje; acreditada como Mrs. Julia Hurley
- Grandma, 1911, cortometraje; acreditada como Mrs. Julia Hurley
- The Helping Hand, 1912, cortometraje; acreditada como Mrs. Julia Hurley
- Bedelia's 'At Home' , 1912, cortometraje
- Tempted But True, 1912, cortometraje; acreditada como Mrs. Julia Hurley
- Mother, 1912, cortometraje
- Sisters, 1912, cortometraje
- The Cuckoo Clock, 1912, cortometraje; acreditada como Mrs. Julia Hurley
- Guy Mannering, 1912, cortometraje; acreditada como Mrs. Julia Hurley
- Two Lives, 1913
- Blood and Water, 1913
- A Child's Intuition, 1913, cortometraje; acreditada como Mrs. Julia Hurley
- Il trovatore, 1914
- The Jungle, 1914
- The Price He Paid, 1914
- The Reformation of Peter and Paul, 1915, cortometraje
- The Melting Pot, 1915
- Her Great Match, 1915
- The Little Gipsy, 1915
- The Ventures of Marguerite, 1915; serial, capítulo 6
- The Woman Pays, 1915
- Gold and the Woman, 1916
- The Bondman, 1916
- The Unborn, 1916
- Perils of Our Girl Reporters, 1916
- The Secret of the Storm Country, 1917
- Mujercitas, 1918
- The Beloved Imposter, 1918; acreditada como Mrs. Hurley
- The Gold Cure, 1919
- Beware!, 1919
- Mothers of Men, 1920
- Easy to Get, 1920
- The Cost, 1920
- El hombre y la bestia, 1920; como la anciana casera de Hyde, sin acreditar
- Guilty of Love, 1920
- A woman's Man, 1920
- The New York Idea, 1920
- Enchantment, 1921
- Jane Eyre, 1921
- Bride's Play, 1922
- Argentine Love, 1924
- The Little French Girl, 1925
- The Making of O'Malley, 1925
- Married?, 1926